# Coca Colla
Coca Colla Energy ist ein Erfrischungsgetränk aus Bolivien, dessen Grundsubstanzen aus dem Blatt des südamerikanischen Cocastrauches hergestellt werden.

## Zusammensetzung
Der Name des Getränkes setzt sich einerseits zusammen aus dem Namen dieses Strauches, die zweite Hälfte des Namens bezieht sich auf die indigene Bevölkerung des bolivianischen Hochlandes, die im Volksmund „Collas“ genannt wird. Das Produkt enthält Extrakte des Cocablattes sowie Wasser, Zucker, Farbstoffe, Aromastoffe und Koffein, außerdem soll sie (lt. dem Leiter der Produktionsanlage, Präsidenten Víctor Ledezma Fuentes) reich an Kalzium, Vitamin A, E, B1, B2, Eisen, Phosphor, Zink, Kupfer sein.

## Cocastrauch
Der Anbau von Coca ist in den Andenländern nur in bestimmten Mengen legal, die Weiterverarbeitung der Blätter zu Kokain oder seinen Vorprodukten ist streng verboten. Seit 1988 gilt in Bolivien das Gesetz 1008, das eine jährliche Anbaufläche von 12.000 Hektar in der Yungas-Region bei La Paz für den traditionellen Gebrauch der Blätter erlaubt. Die Entstehung des Getränks geht auf Initiativen von Cocabauern (Cocaleros) zurück, um die legalen Anwendungsmöglichkeiten für den Cocastrauch zu erweitern. Sein Anbau ist für viele Kleinbauern in den bolivianischen Andentälern die einzige Erwerbsquelle, da der Strauch auch an steilen Hängen angepflanzt werden kann.

## Produktion und Vertrieb
Coca Colla wird von der privaten Kooperative OSPICOCA erzeugt, der Organización Social para la Industrialización de la Coca (Soziale Organisation zur Industrialisierung der Koka), die unter ihrem Präsidenten Víctor Ledezma Fuentes etwa 9000 Mitglieder umfasst. Von Januar bis April 2010 wurden zunächst nur im Umkreis des Herstellerwerkes in der Stadt Santa Cruz 30.000 Flaschen ausgeliefert. In der zweiten April-Woche 2010 erfolgte die erste überregionale Auslieferung von weiteren 12.000 Flaschen in den Großstädten La Paz und Cochabamba. Seit Juli 2010 beträgt die Tagesproduktion in Santa Cruz 24.000 Flaschen, bis Ende des Jahres soll sie auf 36.000 Flaschen täglich ausgebaut werden.
Obwohl die Herstellung durch eine nichtstaatliche Produzenten-Gemeinschaft erfolgt, erfährt sie Unterstützung durch die offizielle bolivianische Regierungspolitik. „Dies ist eine sehr begrüßenswerte Initiative, weil sie mit der Industrialisierung und Vermarktung des Cocablattes verbunden ist“, so der bolivianische Minister für ländliche Entwicklung, Víctor Hugo Vásquez. Der bolivianische Präsident Evo Morales hat in Aussicht gestellt, die legale Coca-Anbaufläche per Gesetz auf 20.000 Hektar auszudehnen, wenn die Diversifizierungsbemühungen zur Nutzung der Cocapflanze erfolgreich sind.
Ausländisches Interesse an dem bolivianischen Getränk wird vor allem von den Ländern Venezuela und Paraguay geäußert, nach Aussage von Víctor Ledezma ebenfalls aus dem Iran.
Die seit dem 1. September 2010 eingetragene "CocaLife Ltda." hat im Jahr 2013 die Produktion der "Coca Colla Bol Energy" aufgrund zu geringer Nachfrage vorerst eingestellt, hofft jedoch mit geänderter Rezeptur den Verkauf wieder aufnehmen zu können.